# All the Little Lights
Albums de Passenger
Flight of the Crow
(2010)
Singles
1. Let Her Go
Sortie : 24 juillet 2012
2. Holes
Sortie : 15 février 2013

All the Little Lights est le quatrième album de Passenger, paru le 24 février 2012 chez le label Black Crow.

## Liste des pistes
| No  | Titre                                | Auteur | Producteur(s) | Durée |
| --- | ------------------------------------ | ------ | ------------- | ----- |
| 1.  | Things that Stop you Dreaming        |        |               | 3:34  |
| 2.  | Let Her Go                           |        |               | 4:12  |
| 3.  | Staring at the Stars                 |        |               | 3:24  |
| 4.  | All the Little Lights                |        |               | 3:55  |
| 5.  | The Wrong Direction                  |        |               | 3:39  |
| 6.  | Circles                              |        |               | 3:09  |
| 7.  | Keep On Walking                      |        |               | 4:07  |
| 8.  | Patient Love                         |        |               | 3:07  |
| 9.  | Life's for the Living                |        |               | 4:33  |
| 10. | Holes                                |        |               | 3:31  |
| 11. | Feather on the Clyde                 |        |               | 5:01  |
| 12. | I hate (Live au Borderline, Londres) |        |               | 3:30  |

## Classement hebdomadaire
| Classement (2012-2013)        | Meilleure position |
| ----------------------------- | ------------------ |
| Allemagne (Media Control AG)  | 6                  |
| Australie (ARIA)              | 2                  |
| Autriche (Ö3 Austria Top 40)  | 6                  |
| Belgique (Flandre Ultratop)   | 7                  |
| Belgique (Wallonie Ultratop)  | 45                 |
| Danemark (Tracklisten)        | 9                  |
| Espagne (Promusicae)          | 13                 |
| États-Unis (Billboard 200)    | 28                 |
| France (SNEP)                 | 25                 |
| Irlande (IRMA)                | 2                  |
| Nouvelle-Zélande (RIANZ)      | 9                  |
| Norvège (VG-lista)            | 7                  |
| Pays-Bas (Mega Album Top 100) | 3                  |
| Royaume-Uni (UK Albums Chart) | 3                  |
| Suède (Sverigetopplistan)     | 24                 |
| Suisse (Schweizer Hitparade)  | 5                  |

## Certifications
| Pays             | Certification | Ventes certifiées |
| ---------------- | ------------- | ----------------- |
| Australie (ARIA) | Platine       | 70 000            |
| Suède (IFPI)     | Or            | 20 000            |
| Suisse (IFPI)    | Or            | 10 000            |